# Cataratas do Düden
As cataratas (de montante) do rio Düden

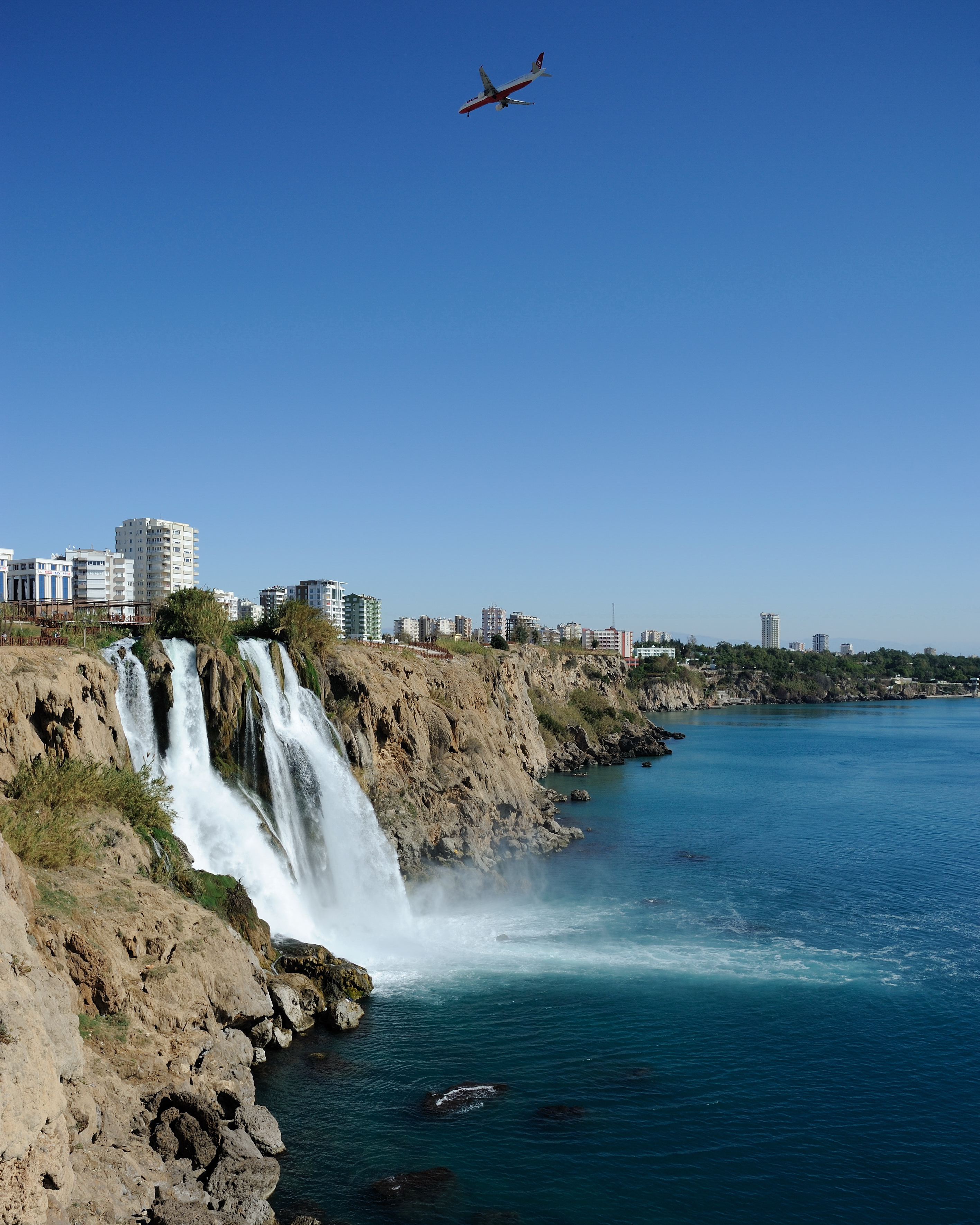
As cataratas (de jusante) no seu encontro com o Mediterrâneo

As cataratas de Düden (em turco:  Düden Şelalesi ou Karpuzkaldıran Şelalesi, significando este último "cataratas que transportam melancias") são cataratas do rio Düden, na província de Antalya, na parte asiática da Turquia. O rio Düden, um dos principais do sul da Anatólia, tem várias quedas de água, mas as mais visitadas são as quedas no alto de uma falésia de cerca de 40 metros de altura e que ficam a cerca de 12 km a nordeste de Antalya. A água do rio Düden cai diretamente no mar Mediterrâneo, num espetáculo considerado por muitos como deslumbrante.